# Neurophyseta ursmaralis
Neurophyseta ursmaralis is een vlinder uit de familie van de grasmotten (Crambidae). De wetenschappelijke naam van de soort is voor het eerst gepubliceerd in 1927 door William Schaus.
De soort is ontdekt in het grensgebied tussen Argentinië en Paraguay (bij de Paraná).